# Criminalità in Giappone
La criminalità in Giappone era tra le più basse in confronto agli altri paesi industrializzati fino a qualche anno fa. I dati governativi del 2023 e del 2024 evidenziano un notevole aumento dei crimini di strada e dei crimini violenti, tra cui gli omicidi.

## Yakuza
La yakuza esisteva in Giappone assai prima dell'Ottocento e seguiva codici simili al bushido dei samurai. Le loro prime organizzazioni erano solitamente molto unite, e il capo aveva nei confronti dei suoi uomini rapporti padre-figlio. Sebbene questa disposizione tradizionale continui ad esistere, le attività della yakuza sono sempre più sostituite da bande di tipo moderno che dipendono dalla forza e dal denaro come concetti operativi. Nondimeno, gli yakuza spesso si dipingono come custodi delle virtù tradizionali giapponesi in una società postbellica, talvolta formando legami con gruppi tradizionalisti che sposano le stesse opinioni e attirando cittadini insoddisfatti della società.
Si stimava che i gruppi della yakuza nel 1990 ammontassero a più di 3.300 e che insieme contenessero più di 88.000 membri. Sebbene concentrati nelle maggiori prefetture urbane, la yakuza opera nella maggior parte delle grandi città e spesso riceve protezione da funzionari di alto rango. Dopo la pressione concertata della polizia negli anni 1960, le bande minori scomparvero o cominciarono a consolidarsi in organizzazioni simili a sindacati. Nel 1990, i tre maggiori sindacati (Yamaguchi-gumi, Sumiyoshi-kai, Inagawa-kai) dominavano la criminalità organizzata nella nazione e controllavano più di 1.600 bande e 42.000 malviventi. Il loro numero da allora ha subito aumenti e contrazioni, spesso in coincidenza con l'andamento delle condizioni economiche del paese.
La tradizione della yakuza nel XX secolo si diffuse anche nell'Isola di Okinawa. Il Kyokuryu-kai e l'Okinawa Kyokuryu-kai sono i due maggiori gruppi conosciuti della yakuza nella prefettura di Okinawa ed entrambi sono registrati dal 1992 come gruppi boryokudan,
designati in base alla Legge sulle contromisure contro la criminalità organizzata.

## Statistiche
Nel 1990 la polizia identificò oltre 2,2 milioni di violazioni del Codice penale. Due tipi di violazioni — furto (65,1% delle violazioni totali) e omicidio o lesioni colpose in conseguenza di incidenti (26,2%) — rappresentavano oltre il 90% dei reati. Nel 1989 il Giappone sperimentò 1,3 rapine e 1,1 omicidi ogni 100.000 abitanti. Le autorità giapponesi risolvono anche il 75,9% dei casi di rapina e il 95,9% dei casi di omicidio.
Nel 2002, il numero dei crimini registrato era 2.853.739. Questo numero si dimezzò entro il 2012 con 1.382.154 crimini registrati. Nel 2013, il tasso complessivo di criminalità in Giappone calò per l'11º anno consecutivo e anche il numero degli omicidi e dei tentativi omicidi raggiunse il minimo postbellico.
Negli ultimi anni i crimini di strada e i crimini violenti tra cui gli omicidi hanno subito un netto incremento. Nel 2023 i crimini di strada secondo il rapporto annuale della polizia sono aumentati del 17% (703.351 totali) spingendo la cifra più vicino ai livelli pre-pandemia. I crimini come i furti di biciclette e motociclette, sono aumentati del 21% (243.987 totali), mentre si è registrato un aumento del 19,1% delle violazioni con scasso nelle abitazioni. I crimini gravi, sono aumentati del 29,8%, gli omicidi e i femminicidi commessi nel corso del 2023 sono stati 912 con un tasso pari a 0,73 ogni 100.000 abitanti.
Nel corso del 2024 i reati in Giappone sono ulteriormente aumentati, nel dettaglio i casi di violenza sessuale sono aumentati in un solo anno del 45,2%, i casi di frode e furto sono aumentati del 59,6%, i reati gravi sono aumentati del 18,1%, gli omicidi e i femminicidi commessi nel 2024 sono stati complessivamente 970 (il dato peggiore degli ultimi 38 anni), con un tasso pari a 0,78 ogni 100.000 abitanti.

## Deterrenti legali
La detenzione di pistole è vietata al pubblico, i fucili da caccia e le spade cerimoniali sono registrate presso la
polizia e la fabbricazione e la vendita di armi da fuoco sono regolamentate. Anche la produzione e la vendita di munizioni cariche e a salve sono controllate, come il trasporto e l'importazione di tutte le armi. I crimini raramente sono commessi con armi da fuoco, tuttavia i coltelli rimangono un problema che il governo sta esaminando a fondo, specialmente dopo il massacro di Akihabara.

## Crimini
Di particolare preoccupazione per la polizia sono i crimini associati alla modernizzazione. L'accresciuta ricchezza e sofisticazione tecnologica ha portato nuovi crimini dei colletti bianchi, come le truffe informatiche e con le carte di credito, i furti riguardanti le casse automatiche e le truffe assicurative. L'incidenza dell'abuso di droghe è minuscola, in confronto alle altre nazioni industrializzate e limitata principalmente agli stimolanti. Le autorità di polizia giapponesi si sforzano di controllare questo problema mediante un esteso coordinamento con le organizzazioni investigative internazionali e una severa punizione dei tragressori giapponesi e stranieri. Gli incidenti e le vittime del traffico consumano sostanziali risorse della polizia. Ci sono anche prove di criminali stranieri che vengono dall'estero per approfittare della sicurezza negligente del Giappone. Nella sua autobiografia Undesirables ("Indesiderabili"), il criminale britannico Colin Blaney affermava che i ladri inglesi hanno preso di mira la nazione a causa del basso tasso di criminalità e perché i Giapponesi sono impreparati al crimine. È noto che anche bande di ladri d'auto pachistani, russi, srilankesi e birmani hanno preso di mira il Giappone.